# 惡靈貞子
惡靈貞子〈リング〜最終章〜〉，是富士電視台於1999年1月7日至3月25日每週四晚間10點播出的電視連續劇，共12集。本劇改編自作家鈴木光司的同名小說，本劇播出時恰巧是電影版《七夜怪談》的同期上映。此劇亦分別於2002年3月3日起在台灣超級電視台播放，香港無線電視翡翠台也以《午夜凶鈴之謎》之名於2000年9月22日起每週六凌晨播映。

## 劇情背景
四位年輕人看了一卷錄影帶後，於第13天死亡，死因皆為心臟麻痺。淺川和行的姪女恰巧也是其一，剛好他又是一位新聞記者，於是展開事後調查。後來發現他們13天前一起出去玩，住在一個渡假小屋。淺川開始著手調查，進而發現一捲MTV，要還給管理員時，他竟然也因為心臟暴斃而亡？原來管理員在年輕人看完後自己也有看過，剛好也是第13天。後來淺川因某種機機緣而和一大學教授同時也是超能力專家高山龍司共同解開錄影帶玄機；發現是某超能力者用念力寫下的詛咒，看完錄影帶的人13 天會死！那麼淺川要如何在13天內解除錄影帶的魔咒呢？

## 出演
- 浅川和行：柳葉敏郎
- 高山竜司：長瀬智也
- 宮下理恵子：黒木瞳
- 吉野明子：京野琴美
- 長尾城太郎：山本圭
- 高野舞：矢田亞希子
- 浅川陽一：深川雄太
- 河村健：加藤隆之
- 柏田健二：渡辺哲
- 三井刑事：須永慶
- 山村貞子 / 山村志津子：木村多江（分飾）
- 伊熊平八郎：上杉祥三
- 伊熊夫人：佐佐木澄江
- 大石智子：岡本綾
- 八木久美子：鈴木砂羽
- 金田裕二：小日向文世
- 阿部：池内万作
- 森山修平：河原崎建三
- 松崎ナオ：松崎名央 - 特別出演
- 山村志津子（老婆）：進藤幸
- 山村敬一郎：稲垣昭三
- 八木マネージャー：高杢禎彦

## 製作群
- 脚本　蒔田光治、高山直也
- 製作人　高橋萬彦
- 導演　福本義人、西谷弘、松田秀知
- 原作　鈴木光司
- 企劃　清水賢治、長部聡介
- 音樂　渡邊俊幸

## 主題歌
- 主題曲  『STARS』 ORIGINAL LOVE
- 插入曲  『白いよ』 松崎ナオ

## 與原著以及電影版的差異
- 在小說版以及電影版中，詛咒影帶的期限為七天，但在電視劇版則延長為13天。
- 主角淺川的性別在本劇以及小說原著中的設定皆為男性，在電影版則改動為女性。
- 在小說版以及電影版中，高野舞的設定為高山龍司的學生以及曖昧對象，但在本劇中則改為兄妹關係。
- 在原著以及電影版中，詛咒錄影帶內容設定為一連串意義不明的詭異影像，而在電視劇版的設定則是改為以實際存在的偶像歌手松崎奈緒（松崎ナオ）的MV《白色是...（白いよ）》隱藏的詛咒訊息，而松崎也在最終回客串演出自己本人。

## 各話標題、播放日、收視率
| 各話                                                        | 播放日期      | 標題                                                      | 脚本              | 演出     | 收視率 | 備註           |
| ----------------------------------------------------------- | ------------- | --------------------------------------------------------- | ----------------- | -------- | ------ | -------------- |
| 第1回                                                       | 1999年1月7日  | 封印は今解かれた                                          | 蒔田光治          | 福本義人 | 21.1%  | -              |
| 第2回                                                       | 1999年1月14日 | ビデオに殺される                                          | 蒔田光治          | 福本義人 | 20.4%  | -              |
| 第3回                                                       | 1999年1月21日 | 誰かが見ている…                                           | 蒔田光治 高山直也 | 西谷弘   | 17.7%  | -              |
| 第4回                                                       | 1999年1月28日 | 沈黙のウイルス                                            | 蒔田光治          | 福本義人 | 21.0%  | -              |
| 第5回                                                       | 1999年2月4日  | 蘇った死者                                                | 蒔田光治          | 西谷弘   | 20.0%  | -              |
| 第6回                                                       | 1999年2月11日 | 新たなる超能力者                                          | 蒔田光治          | 福本義人 | 20.3%  | -              |
| 第7回                                                       | 1999年2月18日 | 今夜貞子が現れる                                          | 蒔田光治          | 西谷弘   | 20.8%  | -              |
| 第8回                                                       | 1999年2月25日 | 呪いを解くと誰かが死ぬ                                    | 蒔田光治          | 松田秀知 | 19.2%  | -              |
| 第9回                                                       | 1999年3月4日  | 仕組まれた記憶                                            | 蒔田光治          | 福本義人 | 18.1%  | -              |
| 第10回                                                      | 1999年3月11日 | 貞子復活                                                  | 蒔田光治          | 西谷弘   | 20.0%  | -              |
| 第11回                                                      | 1999年3月18日 | 高山竜司、死す                                            | 蒔田光治          | 松田秀知 | 20.4%  | -              |
| 最終回                                                      | 1999年3月25日 | 呪いは解けていなかった。 13日目、新たな死者が世界を滅ぼす | 蒔田光治          | 福本義人 | 19.7%  | 最終回加長84分 |
| 平均收視率19.9%，關東地區之視聴率由Video Research Ltd統計。 |               |                                                           |                   |          |        |                |